# 中東報
《中東報》（羅馬化：Aš-Šarq al-ʾAwsaṭ）是一份阿拉伯语报纸，報社总部位于英國伦敦，於1978年創刊。 
该报是經沙地王朝當局批准後创办，因而立場上支持沙特政府。 沙特王室成员是该报纸的所有者。